# باري ويتنغهام
باري ويتنغهام (22 أكتوبر 1940 - ) (بالإنجليزية: Barrie Whittingham)‏ هو لاعب كريكت بريطاني.

## وصلات خارجية
- باري ويتنغهام على موقع إي آس بي آن كريك إنفو (الإنجليزية)